# جون ر. ماكفيرسون
جون ر. ماكفيرسون (بالإنجليزية: John R. McPherson)‏ هو سياسي أمريكي، ولد في 9 مايو 1833 في مقاطعة ليفينغستون في الولايات المتحدة، وتوفي في 8 أكتوبر 1897 في جيرسي سيتي في الولايات المتحدة. حزبياً، نشط في الحزب الديمقراطي. وقد انتخب عضو مجلس ولاية نيوجيرسي وانتخب عضو مجلس الشيوخ الأمريكي.